# البياضي (قرية)
قرية البياضي والقُرَيَّة هي إحدى القرى التابعة لمركز جرجا بمحافظة سوهاج في جمهورية مصر العربية.

## تاريخ القرية
قرية البياضي والقرية من القرى الحديثة، وأصلها من توابع جرجا، وفُصلت عنها سنة 1231هـ/1816م.